# 加藤雍太郎
加藤 雍太郎（かとう やすたろう） は、日本の地方公務員、造園家。技術士。
北海道大学農学部卒業後、1953年6月に東京都庁に採用される。公園緑地部長や財団法人東京都公園協会常務理事を歴任する。2002年に財団法人東京都慰霊協会常務理事に就任した。このほか、日本梅の会副会長などを務めた。
1990年、第12回日本公園緑地協会北村賞を受賞。